# Embidobia sicula
Embidobia sicula är en stekelart som beskrevs av G. Mineo och Maniglia 1983. Embidobia sicula ingår i släktet Embidobia och familjen Scelionidae. Inga underarter finns listade i Catalogue of Life.